# Michael Dawson
Michael Richard Dawson (født 18. november 1983 i Northallerton, North Yorkshire) er en engelsk professionel fodboldspiller, som er forsvarsspiller hos Hull City. Michael Dawson har to  ældre brødre, der også er professionelle fodboldspillere: Andy Dawson, der spiller i Hull City og den mindre kendte Kevin Dawson, som tidligere har spillet i Chesterfield.
Michael Dawson optrådte første gange for Englands A-landshold i en venskabskamp mod Ungarn i august 2010. Dawson har har i perioden 2003–2005 optrådt 13 gange for sit land på U-21 niveau. Han blev udtaget til VM i 2010 i Sydafrika kort før turneringsstart, efter at englændernes anfører Rio Ferdinand blev skadet.